# أنتوني مور
أنتوني مور (بالإنجليزية: Anthony Moore)‏ هو كاتب أغاني ومنتج أسطوانات وموسيقي وملحن وعازف قيثارة بريطاني، ولد في 1948 في لندن في المملكة المتحدة.

## وصلات خارجية
- أنتوني مور على موقع IMDb (الإنجليزية)
- أنتوني مور على موقع ميوزك برينز (الإنجليزية)
- أنتوني مور على موقع إن إن دي بي (الإنجليزية)
- أنتوني مور على موقع أول ميوزيك (الإنجليزية)
- أنتوني مور على موقع ديسكوغز (الإنجليزية)
- أنتوني مور على موقع قاعدة بيانات الفيلم (الإنجليزية)